# Liste de Sikhs célèbres
De nombreux Sikhs sont devenus célèbres dans différents domaines.
D'autre part, dans les œuvres de fiction, des personnages Sikhs se retrouvent au cinéma, en littérature et en bande-dessinée.

## Quelques Sikhs célèbres à l'époque contemporaine
- Waris Ahluwalia : joaillier et acteur américain
- Manmohan Singh : ancien premier ministre de l'Inde
- Montek Singh Ahluwalia : grand économiste indien, actuel directeur de la Planning Commission of India
- Giani Zail Singh : ancien président de l'Inde
- Jodienger Jaswant Singh : ancien chef d’état-major de l’armée de terre de l’Inde[1]
- Harminder Singh: différents professeurs d'université : Finances[2] / Business Information Systems[3]) / Neurochirurgie[4]
- Bhagat Singh : célèbre révolutionnaire indien qui participa au mouvement de l'indépendance indienne.
- Sant Singh Chatwal : millionnaire américain, fondateur de la chaine d'hôtel Hampshire Hotels & Resorts
- Malvinder Singh : milliardaire indien, fondateur de la firme pharmaceutique Ranbaxy Laboratories
- Jay Sean : célèbre chanteur anglais, dont le vrai nom est Kamaljit Singh Jhooti
- Narinder Singh Kapany : physicien américain, connue comme étant « le père de la fibre optique »
- Dharmendra : acteur indien, ancienne star de Bollywood
- Juhi Chawla : actrice de Bollywood
- Abhinav Bindra : premier athlète indien à gagner une médaille d'or aux jeux olympiques (en 2008)
- Yogi Bhajan : maître de Kundalinî yoga
- Alexi Grewal : premier américain à remporter une médaille d'or en cyclisme aux jeux olympiques
- Harbhajan Singh : joueur de cricket indien
- Khushwant Singh :  journaliste et romancier indien
- Dr Lonnie Smith : Chanteur et musicien de jazz, reconnu comme un joueur exceptionnel tant de l'Orgue Hammond B3 que du piano.
- Yuvraj Singh : une des stars de l'équipe de cricket indienne
- Monty Panesar (Mudhusuden Singh Panesar) : joueur de cricket anglais
- Fauja Singh : athlète centenaire
- Daler Mehndi : Chanteur indien de Pop/Bhangra
- Harjit Sajjan : Ministre de la Défense nationale du Canada (Gouvernement Trudeau)
- Palbinder Kaur Shergill : Juge de la Cour suprême de la Colombie Britannique
- Jagmeet Singh : avocat et chef du Nouveau Parti démocratique, parti politique fédéral canadien.
- Herb Dhaliwal : ancien ministre des Ressources naturelles du Canada (2002-2003)
- Rupi Kaur : poétesse, écrivaine et féministe canadienne
- Ajay Banga: Président de la banque mondiale

## Les Sikhs dans les médias

### Cinéma
Des Sikhs apparaissent dans de nombreux films comme personnages. Outre nombre de films bollywoodiens qui mettent en scène des Sikhs et le folklore panjabi, on peut mentionner (par ordre de date de sortie):
- Octopussy (série James Bond, 1983) : le garde du corps de Kamal Khan porte un turban sikh et serait donc vraisemblablement lui-même sikh.
- Le Patient anglais d'Anthony Minghella (1996) : Kip (interprété par Naveen Andrews), le beau soldat indien, amant de Hana (jouée par Juliette Binoche), est un Sikh.
- Joue-la comme Beckham (2002) de Gurinder Chadha illustre avec humour et réalisme la vie de la classe moyenne sikh à Southall, banlieue pendjabie du West London. On y voit notamment le père de Jessminder, officier à l'aéroport de Londres-Heathrow avec son turban, ou encore les parents qui prient devant un portrait de Guru Nanak pour qu'il ramène leur fille à la raison…
- One Dollar Curry de Vijay Singh, tourné à Paris en 2003: le personnage principal, Nishan, joué par l'acteur Vikram Chatwal, est Sikh.
- Le Cactus (2005), tourné en France et en Inde : Sami, le personnage principal, rencontre un soldat Sikh dans un train en Inde et se ridiculise en lui demandant dans un Anglais approximatif : « Are you Sikh?… I mean « Sikh » like this, not « sick » like this… » (désignant le turban du soldat, puis mimant un mal de ventre, car il existe une confusion courante oralement en anglais entre les mots « Sikh » et « sick » (malade), qui se prononcent exactement de la même façon).
- Inside Man : L'Homme de l'intérieur (2006) de Spike Lee : un Sikh (joué par Waris Ahluwalia) s'emporte contre le policier qui lui enlève de force son turban tout en le traitant de « putain d'Arabe » – allusion à l'amalgame entre Sikhs et terroristes depuis les attentats du 11 septembre 2001. (Amalgame qui a conduit au meurtre de Balbir Singh Sodhi (en), le 15 septembre 2001, à Mesa (Arizona) : son meurtrier croyait avoir affaire à un terroriste islamiste.)
- À bord du Darjeeling Limited (2007) de Wes Anderson : le contrôleur du train portant un turban sikh, on peut donc penser qu'il est sikh. Le personnage est joué par l'acteur Waris Ahluwalia.
- Partition (2007) met en scène un Sikh amoureux d'une musulmane.
- Wolfman (2010) réalisé par Joe Johnston : le serveur de Sir John Talbot est un sikh.
- Kesari (2019), de Anurag Singh : évoque la conduite héroïque et le sacrifice de 21 soldats sikhs de l'armée britannique, face à 10 000 Pachtounes lors de la bataille de Saragarhi (1897).

### Littérature
- Dans l'enquête de Sherlock Holmes intitulée Le Signe des quatre, les « quatre » mentionnés dans le titre sont un Anglais (Jonathan Small) et trois Sikhs (Dost Akbar, Abdullah Khan et Mahomet Singh), qui sont les suspects de l'histoire.

### Bande dessinée
- Dans Le Lotus bleu, on envoie des soldats sikhs passer Tintin à tabac dans sa geôle. Finalement, c'est lui qui les roue de coups et parvient à s'enfuir.
- Dans Tintin au Tibet, on voit un Sikh chauffeur de taxi, ou encore officier à l'aéroport de Delhi.
- Dans la série des Blake et Mortimer, Nasir, leur fidèle ami rencontré dans Le Secret de l'Espadon et successivement soldat d'élite, majordome puis agent des services secrets, est un sikh malgré quelques maladresses de l'auteur qui ne connaît guère son sujet.